# Giocattoli assassini - Scontro finale
Giocattoli assassini - Scontro finale (Puppet Master 5: The Final Chapter) è un film del 1994 diretto da Jeff Burr.
Il film è il quinto capitolo della saga di Puppet Master, sequel di Il ritorno dei giocattoli assassini (Puppet Master 4: The Demon). Come per il precedente capitolo, il titolo italiano tenta di ricollegarlo a Giocattoli assassini (Dollman vs. Demonic Toys), secondo capitolo della saga di Demonic Toys.

## Trama
Rick Myers deve confrontarsi con Sutek ed i suoi seguaci. Si ritroveranno tutti per combattere ed il resto del film sarà identico al quarto film.